# 알락개구리매
알락개구리매(Circus melanoleucos)는 수리과에 속하는 맹금류이다. 대한민국의 천연기념물 323-5호 및 멸종위기 야생생물 Ⅱ급으로 지정되어 보호받고 있다. 소형 조류, 양서류, 파충류, 설치류, 곤충류 등을 잡아먹는다. 러시아 동부에서부터 중화인민공화국 동북지역, 조선민주주의인민공화국 지역에 서식한다.